# Jannis Sakellariou
Jannis Sakellariou (n. 12 noiembrie 1939, Atena, Regatul Greciei – d. 23 octombrie 2019, Bruxelles, Belgia) a fost un om politic german, membru al Parlamentului European în perioada 1999-2004 din partea Germaniei.